# Jean Jourden
Jean Jourden, né le 11 juillet 1942 à Saint-Brieuc et mort le 22 novembre 2024 à Cannes,, est un coureur cycliste français.

## Biographie

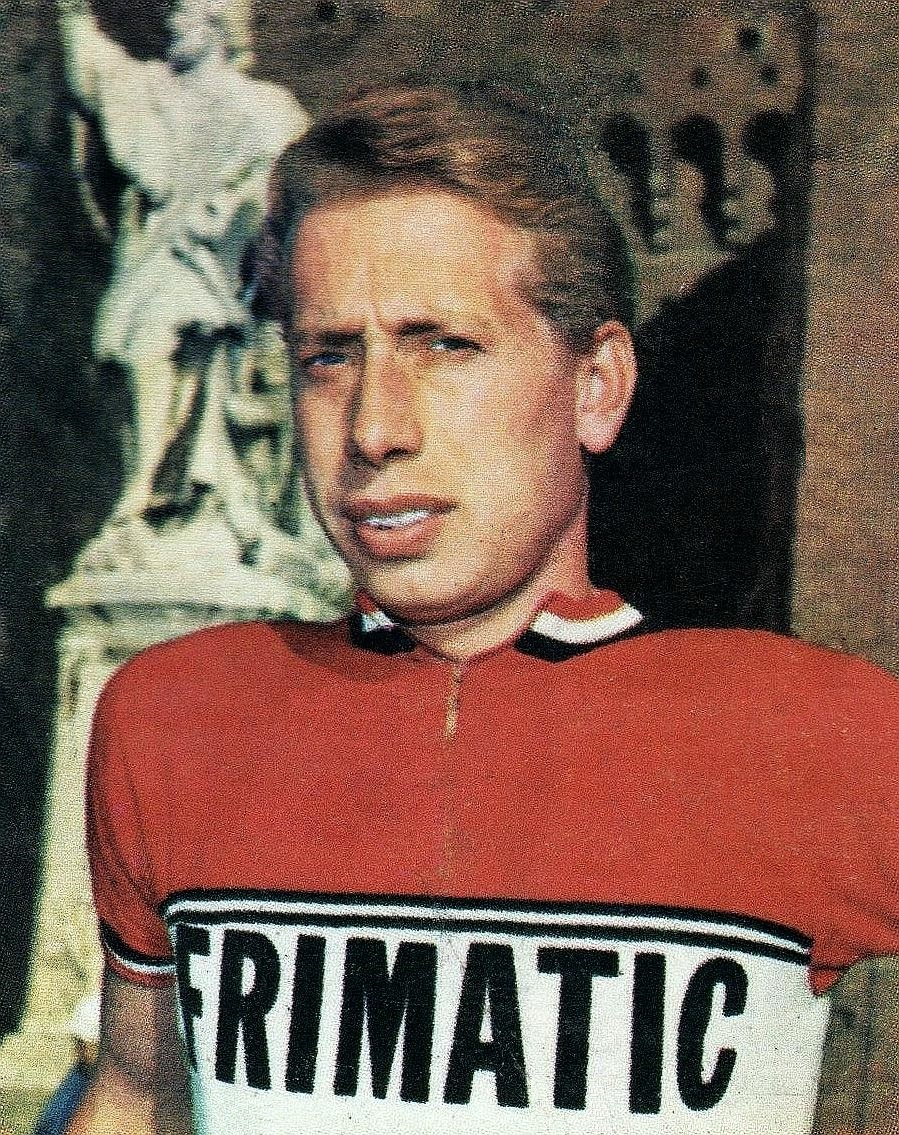
Jean Jourden en 1968.

Licencié au club de Sotteville-lès-Rouen (Seine-Maritime), formé par André Boucher, qui avait participé aux débuts de Jacques Anquetil quelques années plus tôt, Jourden, qui venait d'un milieu très modeste, truste très jeune les grands succès amateur, laissant apparaître les qualités d'un futur grand champion. En 1961, à 19 ans, il s'adjuge la même année le « Maillot des as » et le « Maillot des jeunes » de Paris-Normandie. En juin 1961, il remporte avec panache la « Route de France », une difficile course par étapes. En juillet, il est champion de France des sociétés contre-la-montre par équipes à Pau avec l'Auto Cycle Sottevillais et ses coéquipiers : Marcel Démare, Christian Constantin, Marcel Bidault et Guy Godéré. En septembre, il gagne le championnat du monde sur route amateur, couru à Berne, devançant deux de ses compatriotes, Belena et Gestraud.
La suite de sa carrière est stoppée par une pleurésie. Il doit se faire soigner au plateau d'Assy. Il passe professionnel en 1965 en rejoignant l'équipe Ford France-Gitane, reste un an dans l'équipe d'Anquetil, puis une autre année dans celle de Raymond Poulidor, mais, très individualiste, il ne parvient pas à s'adapter véritablement aux contraintes du jeu d'équipe. Remotivé par Jean de Gribaldy, qui le fait rentrer dans ses équipes à partir de 1967, Jourden connaît une embellie en 1968 avec des succès à la Polymultipliée, au Grand Prix de Plouay et aux Quatre Jours de Dunkerque. Jourden connaît des désillusions dans le Tour de France qu'il ne put jamais terminer (abandon lors de la 12e étape en 1968 alors qu'il était sélectionné en équipe de France, abandon lors de la 6e étape en 1969). Sa candidature ne fut plus retenue par la suite, ses directeurs sportifs reconnaissant sa classe, mais craignant sa fragilité.
Lors du Critérium du Dauphiné libéré 1971, il est contrôlé positif à l'éphédrine. Il est déclassé et suspendu un mois.
Jourden abandonne la compétition en 1972 à la suite d'une chute dans la 1re étape du Critérium du Dauphiné, alors qu'il s'est échappé et se trouve en tête de la course en compagnie d'un autre ancien champion du monde amateurs, Jacques Botherel. Il ouvre un magasin de cycles à Pont-Audemer avant de s'installer sur la Côte d'Azur.

## Palmarès et résultats

### Palmarès amateur
- 1960
  - Champion de Normandie des sociétés
  - 2e du championnat de France des sociétés
  - 2e du Grand Prix de France
- 1961
  - Maillot des As
  - Maillot des Jeunes
  -  Champion du monde sur route amateurs
  -  Champion de France des sociétés
  - Champion de Normandie sur route
  - Champion de Normandie des sociétés
  - Route de France :
    - Classement général
    - 5eb, 7eb, 8e et 9e étapes

  - Giro del Mendrisiotto
  - 2e du Grand Prix Michel-Lair
  - 3e du Circuit du Roumois
- 1963
  - Critérium des As amateurs
  -  Médaillé d'argent du contre-la-montre par équipes aux Jeux méditerranéens
- 1964
  -  Champion de France des sociétés
  - 2e de Paris-Ézy
  - 2e du championnat d'Île-de-France sur route
  - 2e du Circuit des Deux Provinces

### Palmarès professionnel
- 1965
  - 3e du Grand Prix de Cannes
- 1966
  - 3e du Circuit du Trégor
- 1967
  - Grand Prix d'Aix-en-Provence
  - Grand Prix de Saint-Raphaël
  - 2e du Grand Prix de Saint-Tropez
- 1968
  - Challenge Sedis
  - Grand Prix de Montauroux
  - Polymultipliée :
    - Classement général
    - 1re étape

  - Grand Prix de Plouay
  - Classement général des Quatre Jours de Dunkerque
  - 2e du Critérium national
  - 2e du Grand Prix de Saint-Raphaël
  - 8e de Paris-Luxembourg
  - 9e du championnat du monde sur route
- 1969
  - Grand Prix de Plouay
  - 6e de Bordeaux-Paris
- 1970
  - Grand Prix d'Isbergues
  - 3e des Boucles de la Seine
- 1972
  - Prologue du Critérium du Dauphiné libéré (contre-la-montre par équipes)

## Résultats sur les grands tours

### Tour de France
2 participations 
- 1968 : abandon (12e étape)
- 1969 : abandon (6e étape)

### Tour d'Espagne
1 participation 
- 1965 : non-partant (4ea étape)